# 짜이펑
아이신 교로 자이펑(愛新覺羅 載灃, 만주어: ᠠᡳᠰᡳᠨ ᡤᡳᠣᡵᠣ
ᡥᠠᠯᠠ
ᡯᠠᡳ
ᡶᡝᠩ Aisin-Gioro Dzai Feng, 1883년 2월 12일 ~ 1951년 2월 3일)은 청 제국의 황족이자 순현친왕(醇賢親王) 혁현(奕譞, 만주어: 
ᡥᡠᠸᠠᠨ I-Huwan)의 다섯째 아들(서자)이다. 광서제의 이복 동생이고, 선통제 푸이(溥儀), 푸제(溥傑)의 아버지이다. 자(字)는 백함(伯涵) 또는 역운(亦雲)，호(號)는 정운(靜雲), 서벽(書癖), 개명은 재정운(載靜雲, 자이징윈).
의화단 운동 후 당시 살해된 독일 대사에 대한 사죄사로 독일 제국을 다녀왔고, 군기대신 등을 역임했다. 1908년 11월 서태후의 임종 직전에 감국섭정으로 임명되어, 1911년 12월까지 그는 아들 푸이의 섭정직을 수행했다. 군기처를 폐지하고 내각제 전환, 의회 조기 설치 등의 개혁에 착수했으나 민심을 돌리는데 실패했다. 1910년 2월에는 혁명당원이 그를 암살하려 했다가 사전 발각되기도 했다.
1912년 청나라가 멸망하고 소조정으로 전락하자, 형식적으로 중화민국 지지를 선언했다. 일본이 만주를 점령하고 만주국을 세울 때, 그는 만주국 지지를 거부하여 1945년 일본 패전 후 전범으로 몰리지 않았다.

## 생애

### 어린 시절
이후완의 서자이자 다섯번째 아들로 태어났다. 이후완의 차남은 광서제(光緖帝) 자이탼(載湉, 만주어: ᡯᠠᡳ 
ᡨᡳᠶᠠᠨ Dzai-Tiyan)으로 자이펑은 그의 이복동생이다. 소복진 유가씨의 소생으로 출생하였으며, 어머니 소복진 유가씨는 아버지 혁현의 후궁이 되기 전에는 순친왕부의 시녀로 있었다. 이복 형 재한, 어려서 죽은 형, 형 재광(載洸)이 차례대로 요절하여 그가 순친왕부의 계승자가 되었다. 이복 형 광서제가 자식이 없이 죽자 자이펑의 장남인 푸이가 황제가 되었다.
1890년 12월 20일 순친왕작을 세습했다. 1900년 의화단 운동 당시는 외국의 8개국 동맹군이 베이징을 점령했을 때 그의 약혼녀는 외국 침략자들에게 강간당하고 굴욕을 당하는 것을 막기 위해 스스로 목숨을 끊었다고 한다.

### 정치 활동

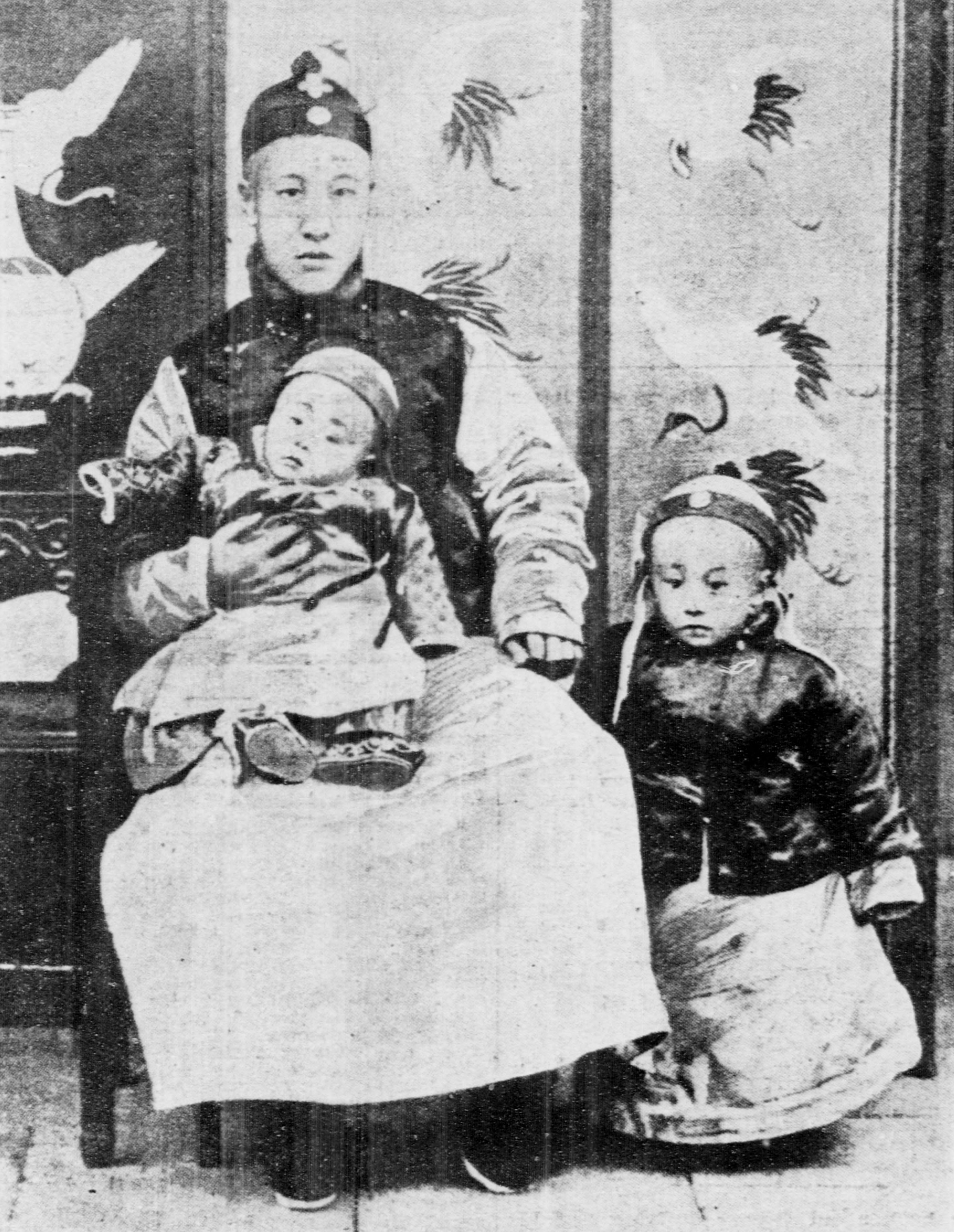
자이펑과 그의 두 아들
일어선 이가 푸이, 품에 않은 아이가 푸제

1901년 1월 관병대신(閱兵大臣)에 임명되고, 1901년 2월 말~3월 초순 시안으로 임시 천도한 청나라 군대의 감찰관이 되었다. 그해 5월 두등전사(頭等專使)에 임명되어 의화단 운동 당시 주청나라 독일대사 폰 케텔러 남작 살헤사건에 대한 사죄 사절로 독일에 파견, 그해 7월 주베이징 독일공사관을 통해 독일에 가 독일 황제 빌헬름 2세를 순방했다. 당시 그는 독일 황제에게 자국의 황제가 아닌 이에게 무릎꿇을 수 없다고 선언했으나, 뒤로는 독일 황실에 막대한 돈과 금을 바쳤다. 이는 그의 측근 양청(梁誠)의 건의에 의한 것이었다. 그가 독일 황제에게 무릎꿇지 않은 일이 청나라에 전해지면서 명성을 얻게 되었다. 처음에는 유럽을 돌며 벨기에와 런던을 방문할 계획이었으나, 서태후의 건강 문제로 일정을 취소하고 1901년 9월 조기 귀국했다.
1902년 귀국하자, 서태후는 그의 행보를 주의깊게 관찰했다. 서태후는 자이펑에게 보수적인 대신이자 자신의 충실한 지지자 중 1명인 융루의 딸 여우란과 결혼하라고 명령했다. 융루가 1898년 광서제의 백일 개혁을 뒤엎어버리고, 광서제를 궁궐에 감금하는데 주도적인 역할을 한 대신들 중의 한 사람이라 융루를 상당히 싫어했다. 그러나 서태후에게 반대하는 것과 서태후의 눈밖에 나는 것이 현명하지 못하다고 본 그는 고민 끝에 융루의 딸과 결혼하는 것에 동의했다.
1902년 융루의 딸 여우란과 결혼했다. 결혼 직후 서태후는 더 이상 자이펑이 자신의 예속인임을 확인했고, 더 이상 자이펑을 위협적인 인물로 보지 않았다. 자이펑과 여우란의 결혼은 불행했다.
1907년 5월 군기대신상학습행도(軍機大臣上學習行走)에 임명되고 1908년 1월 군기대신(軍機大臣)에 임명된다.

### 푸이의 섭정

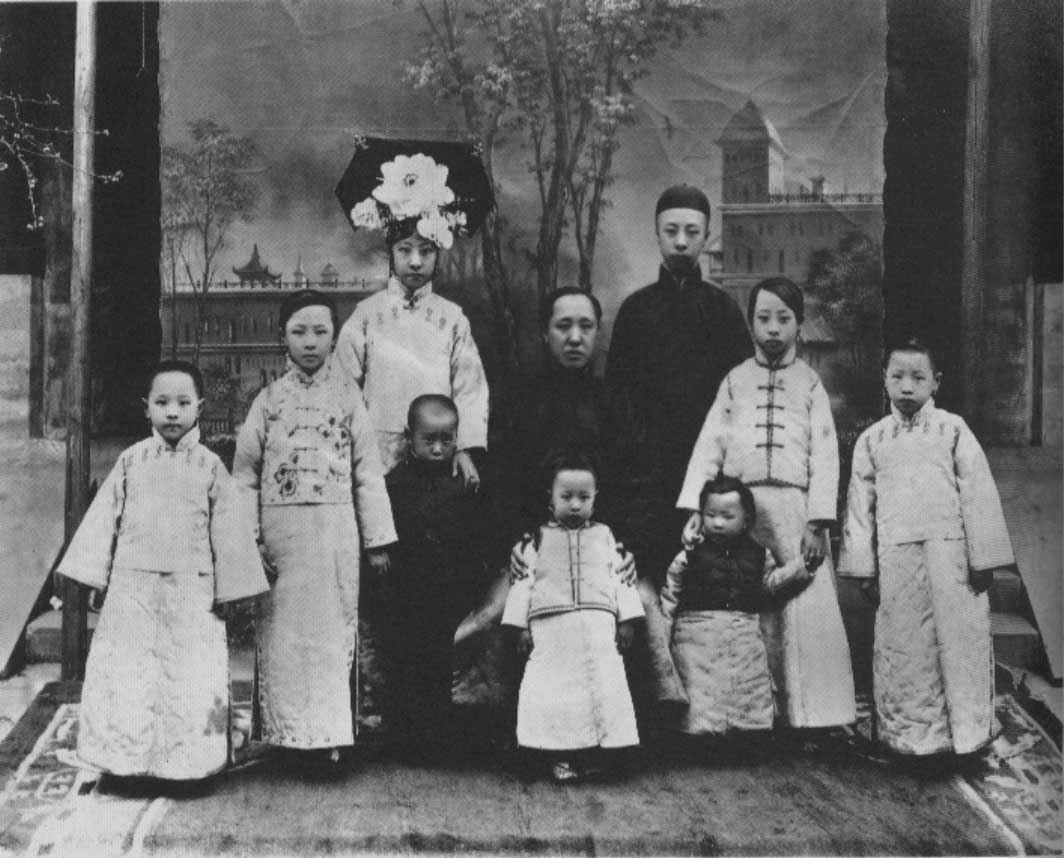
자이펑과 자녀들 (1923년)

1908년 11월 14일 서태후의 임종 직전 입궐, 아들 푸이가 황제가 되고 그도 감국섭정왕(監國攝政王)에 임명되어, 다음날 서태후가 죽자 바로 베이징의 중남해(中南海)에 감국섭정왕부를 설치, 수시로 입궐하여 융유황태후와 함께 어린 푸이의 섭정을 맡았다. 이어 그는 선대의 권신 위안스카이를 광서제를 배신하고 무술 변법를 방해했다는 이유로 축출했다. 그는 위안스카이를 암살하려 했으나 실패했고, 위안스카이는 병을 치료한다는 핑계로 허난 성으로 갔다. 그는 조정 내의 친만주족 보수파와 개혁파, 입헌파 사이의 갈등을 중재하지 못했다. 자이펑은 권력욕, 타인의 욕망을 조절하는 능력이 부족했고, 다소 우유부단하다는 평을 들었다.
혁명의 위기가 다가오면서 기존의 군기처를 폐지하고 내각제 개헌 등을 추진하였으며, 1913년 신설 예정이었던 의회를 조기에 설치했으나 지식인층의 민심을 얻는데 실패했다. 후일 그는 푸이의 가정교사로 온 영국인 레지날드 존스턴에게 거대한 흐름을 바꿀수 없었음을 털어놓기도 했다. 이는 존스턴의 책에도 언급되었다.
1909년 2월 5일 황제 푸이를 대신하여 포고령을 내려 제1대 각 성(省)의원 선거와 지방의원 선거를 실시하였다. 21개의 지방 의회 의원이 당선되어 10월 14일에 의석을 차지했다. 대부분의 성의원, 지방의원 당선자들은 소수의 비밀 혁명가들이 거느린 입헌군주주의자, 급진주의자들이 다수였고 그들은 의회를 청나라 조정 반대의 온상으로 만들었다. 1910년 10월 3일 베이징에서 소집된 청나라 의회는 200명의 의원 중 절반이 지방 의회에 의해 선출된 인물들이었다.
1910년 인도에 갔다가 계속 돌아오지 않는 제13대 달라이 라마를 티베트에서 공식 추방명령을 포고한다. 13대 달라이 라마는 즉시 티베트의 독립을 선언했으며, 1913년에 티베트로 돌아간다. 1910년 2월 혁명당원 왕청위(汪精衛), 진벽군(陳璧君) 등이 그를 암살하려 모의했다가 실패, 왕청위 등이 체포되었다.(은청교안(銀錠橋案))
1911년 5월 8일 내각을 설치했다. 내각은 13명의 주요 각료 중 4명의 한족을 포함한 7명의 만주 황족들이 임명됐는데, 이는 입헌주의자들을 경악케 했다. 5월 9일 자이펑은 포고를 내려 주요 철도의 국유화를 선언했다. 이 정책은 철도 건설에 많은 투자를 한 많은 기업인들을 화나게 했다. 그들은 투자한 금액의 일부만 보상받을 것이라고 들었다. 이로 인해 많은 기업인, 상인 계층과 지주 계급이 소외되었고, 그들은 즉시 반내각 운동에 돌입한다. 투자자와 기업인들은 철도 국유화 반대, 철도 보호 운동을 시작하였고 이들은 공화파에 가담하게 된다.
1911년 12월 6일 위안스카이가 융유태후에게 상소를 올려 그의 섭정왕직을 박탈했고, 전권은 위안스카이에게 빼앗겼다. 신해혁명 이듬 해인 1912년, 황제가 퇴위, 청 제국은 건국 300년 만에 와해되어 소조정으로 전락하였다. 쑨원은 1912년 9월 베이징으로 그를 찾아가 면담했고, 자이펑은 공식적으로 중화민국 지지를 선언했다. 슬하에 4남 7녀를 두었다.

### 청 멸망 이후
1911년 그는 정처 여우란 외에 당시 18세이던 측복진 등가씨를 후궁으로 맞이하여 몇명의 자녀를 더 두었다. 1921년 그의 적처 여우란은 그해 단강황귀비로부터 푸이의 탈선을 이유로 공개적인 질책을 당한 뒤, 아편을 삼키고 자살했다. 여우란은 수년간 아편에 빠졌다는 설이 있다. 자이펑은 1928년까지 베이징 북쪽의 저택에 거주했다. 그는 도서관을 방문하며 역사책과 새로 발간된 잡지를 읽으며 대부분의 시간을 보냈다.
1931년 만주사변 이후 아들 푸이는 일본을 지지했지만 그는 일본을 지지하지 않았으며, 괴뢰 국가 만주국이 세워지고, 푸이를 국가원수인 집정(후일 황제)로 옹립하자 자이펑은 이를 걱정하고, 만주국에 반대했다. 그 뒤에도 푸이가 만주국 황제가 되자 자이펑은 이를 따르지 않고 베이징시내의 순친왕부 자택에 거주하며 만주국과 끝까지 선을 그었다. 후일 일본이 패전한 뒤에도 자이펑은 전범으로 몰리지 않았다.
1934년 만주국으로 갔다가 수개월만에 아프다는 핑계를 대고 다시 북평으로 되돌아왔다. 1949년 그는 재정난으로 베이징 시 북쪽에 있던 자신의 관저를 정부에 매각했다. 그는 소장하던 책들과 미술 소장품을 북경대학에 기증했고 1950년 화이 강 범람 희생자들을 위해 구호품을 제공했다. 그는 여러 해 동안 병을 앓다가 풍한(風寒)병으로 1951년 사망했다.
묘소는 베이징시 서쪽에 있는 푸젠공묘(福田公墓)에 안장되었다.

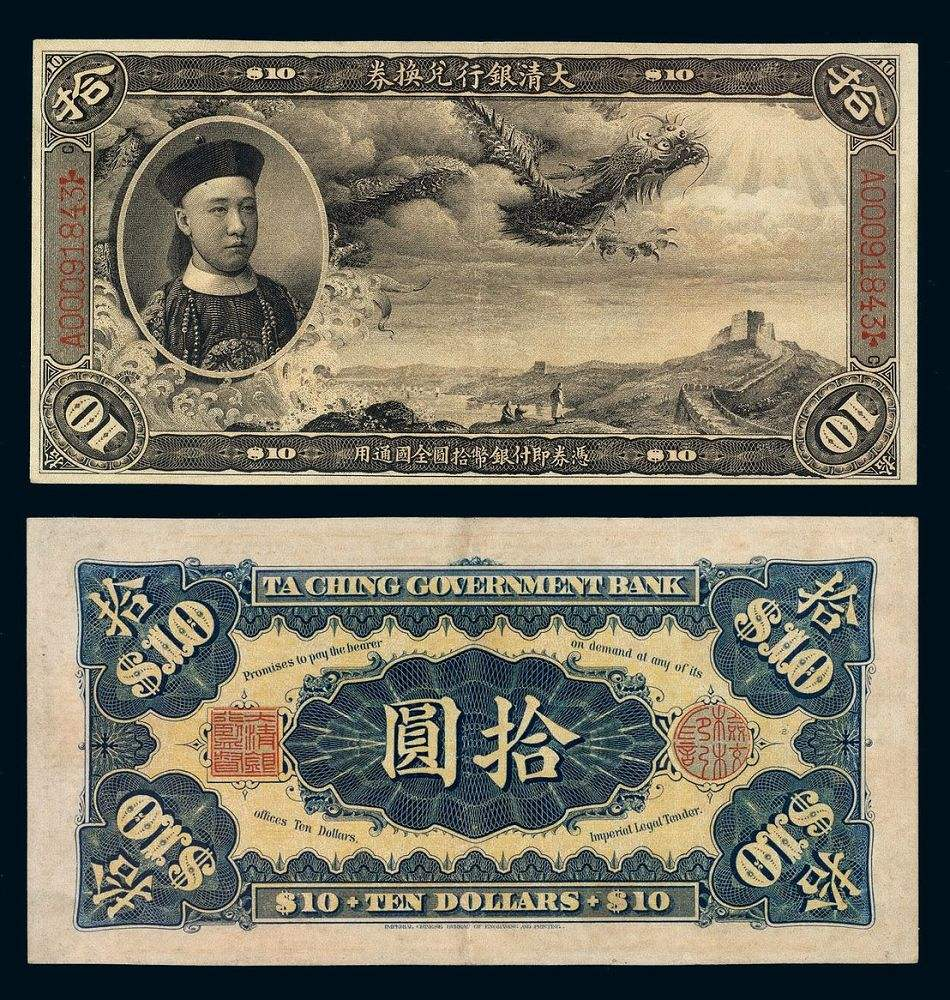
자이펑의 얼굴이 도완된 청나라 10원권 지폐

## 재풍의 자녀
- 장남 공종 선통제 푸이
- 차남 푸제
- 장녀 온영
- 차녀 온화
- 3녀 온영
- 4녀 온한
- 3남 푸궁
- 5녀 온형
- 4남 푸런
- 6녀 온오
- 7녀 온환

## 같이 보기
- 광서제
- 혁현
- 푸이
- 완룽
- 만주국
- 대복진 완정(순친왕 짜이펑의 적모)